# Tvorové ve světě Harryho Pottera
Následující článek popisuje některé smyšlené tvory, kteří se vyskytují ve Světě Harryho Pottera.

## Klasifikace ministerstva kouzel
Klasifikace ministerstva kouzel je jednoduchá pětistupňová kategorizace kouzelných tvorů (XXXXX až X) sloužící k získání rychlé informace o předpokládané nebezpečnosti daného tvora, kterou vypracoval odbor pro dohled nad kouzelnými tvory ministerstva kouzel:
- XXXXX – prokazatelný zabiják kouzelníků / tvor neschopný ochočení a výcviku
- XXXX – nebezpečný / vyžaduje odborné znalosti / zkušený kouzelník si s ním poradí
- XXX – kompetentní kouzelník by ho měl zvládnout
- XX – neškodný / lze ochočit
- X – nudný

## Bubák
Bubák (v originále boggart) je tvarově proměnlivá bytost. Nikdo neví, jak vlastně vypadá, když je o samotě, jelikož při setkání s člověkem na sebe vždy okamžitě bere podobu toho, čeho se dotyčný nejvíce bojí. Ve výhodě jsou proto ti, kdo nečelí bubákovi sami, jelikož každý se bojí něčeho jiného a bubák tak neví, v co se má proměnit. 
Kouzlo, které bubáka zapudí, zní Riddikulus. Je jednoduché, vyžaduje však silnou vůli. Prostředkem, který jej dokonale zničí, je smích. Je potřeba ho donutit, aby na sebe vzal legrační podobu, tím, že si jej tak představíme.
Bubáci si libují v tmavých a stísněných prostorách, v šatních skříních, v mezerách pod postelemi, v policích pod dřezem apod.
V bradavické škole se bubákům učí čelit studenti 3. ročníku v hodinách obrany proti černé magii, proto se lze o něm dovědět v knize Harry Potter a vězeň z Azkabanu.
| Harry Potter        | mozkomor                                                           |
| Ron Weasley         | obrovitý, 6 stop vysoký chlupatý pavouk                            |
| Hermiona Grangerová | profesorka McGonagallová sdělující jí, že u všech zkoušek propadla |
| Neville Longbottom  | profesor Snape                                                     |
| Parvati Patilová    | mumie / obří kobra (ve filmu)                                      |
| Seamus Finnigan     | smrtonoška                                                         |
| Dean Thomas         | pohybující se uťatá ruka                                           |
| Remus Lupin         | Měsíc v úplňku                                                     |
| Molly Weasleyová    | mrtvola někoho z její rodiny nebo Harryho Pottera                  |
| Albus Brumbál       | mrtvola jeho sestry Ariany                                         |

## Domácí skřítci
Domácí skřítci (v originále houseelfs) slouží kouzelníkům, nedostávají za to žádnou mzdu (pracují stejně jako v reálném světě otroci). Pokud někdo z jeho pánů dá skřítkovi oblečení, znamená to, že je volný, sami se ale ze služby uvolnit nemohou a berou ji velmi vážně. Většina skřítků slouží své rodině spousty generací. Jsou velicí 60–90 cm, mají hubené nohy a ruce a veliké oči a hlavu.

### Někteří domácí skřítci

#### Dobby

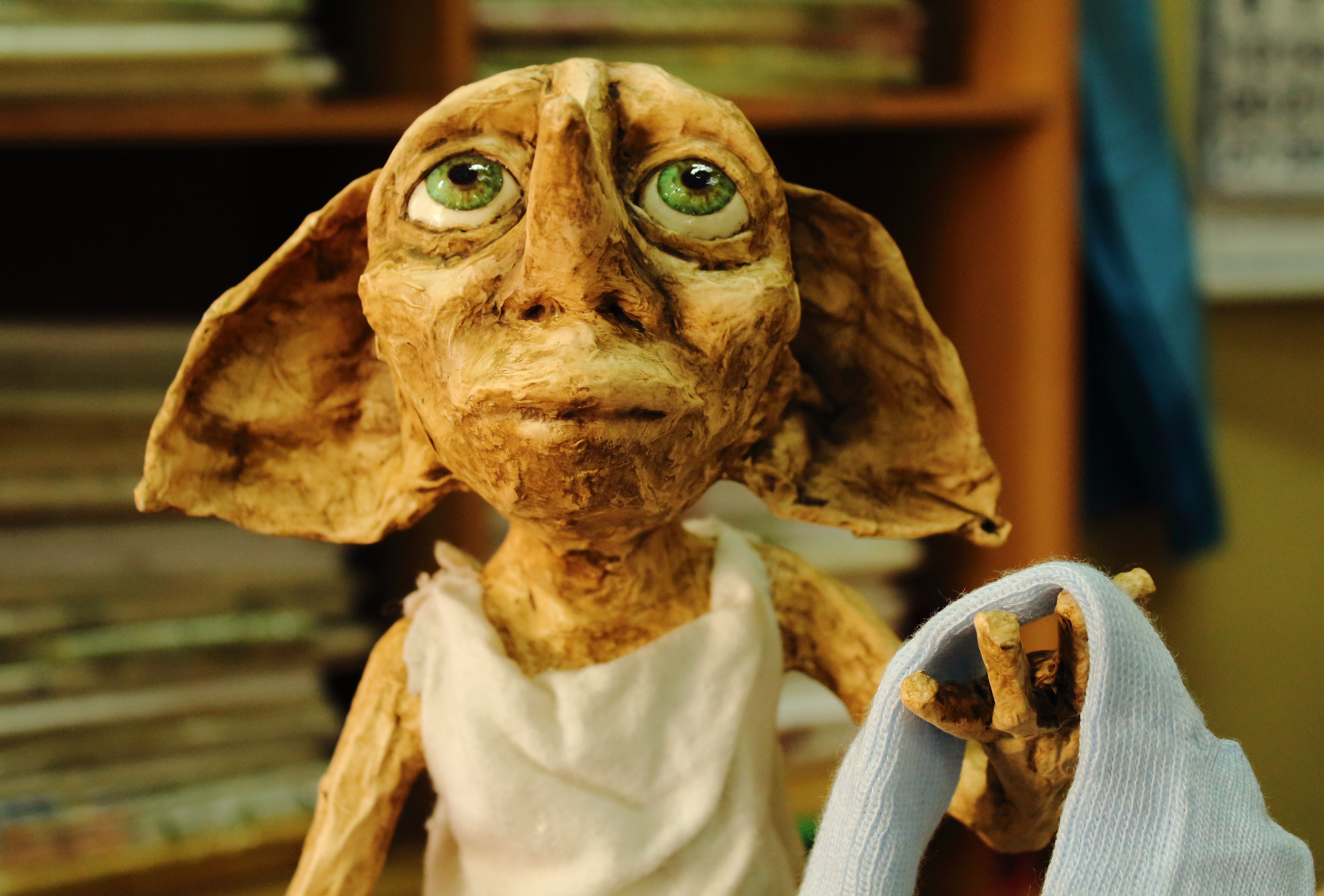

Dobby původně sloužil rodině Malfoyových. V knize se poprvé objevuje ve druhém díle. Přišel Harryho varovat před nebezpečím ve Škole čar a kouzel v Bradavicích. Tím nebezpečím byla znovu otevřená Tajemná komnata. Harry chtěl i přes varování do Bradavic jet, a tak Dobby svrhnul dort na hosty jeho tety a strýce. Vznášecí kouzlo, které Dobby provedl, Ministerstvo kouzel svedlo na Harryho, a ten byl málem vyloučen ze školy. Aby zabránil Harrymu jet do školy, zablokoval Dobby přepážku na nástupišti 93/4. Ve škole pak skřítek očaruje potlouk tak, aby pronásledoval Harryho. Na konci druhého dílu vloží Harry do zničeného deníku Toma Raddlea ponožku, deník předá Luciovi Malfoyovi a ten ho hodí Dobbymu. Díky tomu se z něj stane svobodný skřítek. Ve filmu Harry Potter a Tajemná komnata jej nadaboval Toby Jones.
Ve čtvrtém díle se Dobby s Harrym opět potká. Pracuje totiž společně s bývalou skřítkou Bartyho Skrka Winky v bradavické kuchyni. Pomůže Harrymu zvládnout druhý úkol turnaje tří kouzelnických škol, když pro něj získá žaberník.
V sedmém díle ho bratr Albuse Brumbála Aberforth pošle za Harrym, Ronem a Hermionou, aby jim pomohl z vězení v domě Malfoyových. K útěku pomůže také panu Ollivanderovi, Lence Láskorádové, Deanu Thomasovi a skřetovi Griphookovi. Při útěku je ale samotný Dobby zabit nožem, který po něm hodila Belatrix Lestrangeová. Harry ho pak bez pomoci kouzel vlastníma rukama (jako důkaz lásky) pohřbí na zahradě Lasturové vily, kde žijí Bill a Fleur.

#### Krátura
Krátura (v originále Kreacher) je malý a špinavý domácí skřítek sloužící rodině Blacků. Poprvé se vyskytl v pátém díle, kde se snaží „zachránit“ věci Blackových před vyhozením při úklidu domu, který provádí Fénixův řád, protože si v domě zřídil hlavní štáb. K tomuto účelu ho nabídl Sirius Black, Kráturův pán. Po Siriusově smrti dům připadne Harrymu. Krátura zpočátku svého nového pána nemá rád a je na něj zlý, protože se paktuje s mudly a krvezrádci. Harry ale odhalí tajemství Krátury a Reguluse Blacka, bratra Siriuse, kterého Krátura uctívá a dá mu památku na jeho pána, falešný medailon, který měl nahradit viteál. Zároveň Kráturovi řekne, že on a jeho přátelé si domácích skřítků váží. Od té doby je Krátura Harryho oddaným sluhou. Krátura se pak účastní závěrečné bitvy o Bradavice proti Voldemortovi a smrtijedům po boku ostatních domácích skřítků ve jménu svého pána Regula, ochránce domácích skřítků.

#### Winky
Winky se poprvé vyskytuje ve čtvrtém díle, kde slouží rodině Skrkových. Na mistrovství světa ve famfrpálu hlídá svému pánovi, zaměstnanci ministerstva kouzel Bartymu Skrkovi místo v nejvyšší lóži. Když je na mistrovství vyčarováno na obloze znamení zla, v křoví je objevena Winky s Harryho ukradenou hůlkou, ze které bylo znamení vykouzleno. Barty Skrk st. Winky propustí, protože ho neuposlechla a nezůstala ve stanu. Svobodná skřítka nemohla najít práci, ale potkala svého přítele Dobbyho, také svobodného skřítka, a společně se vydali pracovat do Školy čar a kouzel v Bradavicích. Winky ale své pány měla ráda a na svobodě je hluboce nešťastná, proto svůj stesk zahání alkoholem. Na konci knihy vyjde najevo, že syn jejího pána Barty Skrk jr. nezemřel v Azkabanu, ale spojil se se svým pánem a teď se pomocí mnoholičného lektvaru vydával za učitele obrany proti černé magii Alastora Moodyho a vydal Voldemortovi Harryho. Unikl právě při mistrovství světa, a proto byla Winky propuštěna.

#### Hokey
Hokey byla nejstarší a nejhubenější skřítka, jakou Harry viděl. Sloužila u staré a velmi bohaté čarodějky Hepziby Smithové. V šestém díle vstoupili Harry a Brumbál do Hokeyiny vzpomínky a díky ní zjistili, že Tom Rojvol Raddle ukradl šálek Helgy z Mrzimoru a medailonek Salazara Zmijozela. Oba ze sbírky její paní. Raddle vpravil skřítce falešnou vzpomínku, podle které měla skřítka svou paní otrávit kakaem, aby tak nebylo zjištěno, že skutečným vrahem je on. Z obou ukradených věcí se později staly viteály.

## Mozkomor

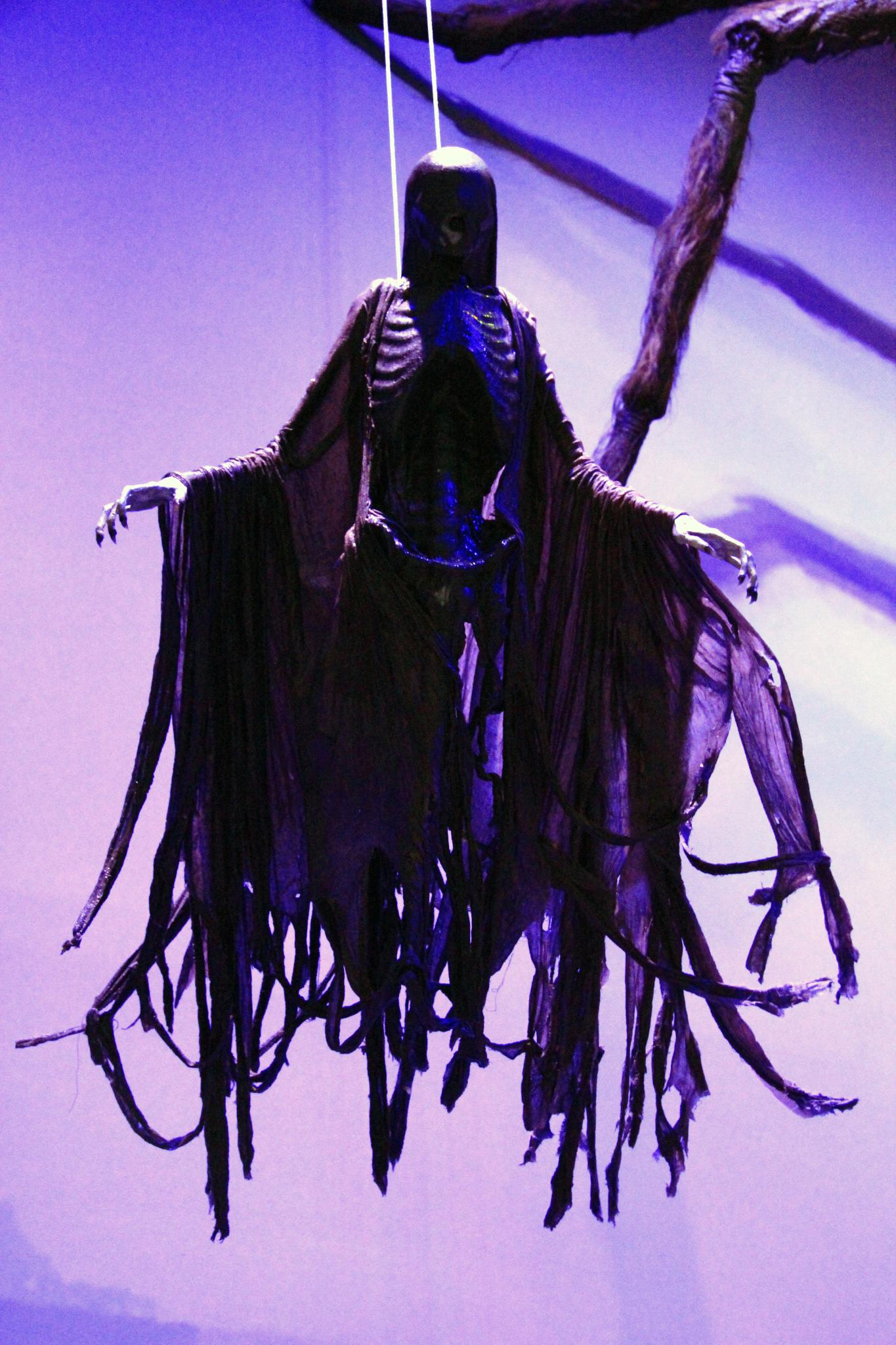

Mozkomor (v originále Dementor) se živí šťastnými pocity a vzpomínkami, které vysává z lidí. Mozkomorové jsou jedny z nejobávanějších nestvůr kouzelnického světa. Dříve byli využíváni Lordem Voldemortem, po jeho pádu se ovšem přidali k ministerstvu kouzel, a působili jako strážní v azkabanské věznici.
V minulosti se usídlili v již zmiňovaném Azkabanu. Ministerstvo kouzel věc několikrát prošetřovalo, ale když tam vyslali bystrozory (aurory), i ti potvrdili šokující nález tajemných a v té době se moc nevyskytujících mozkomorů.
Do Azkabanu byli zavírání kouzelníci a čarodějky za těžké prohřešky, jako např. za použití neprominutelné kletby, tedy kouzla, jímž může být člověk či jiný živočich mučen, ovládán či zabit (Cruciatus, Imperius a Avada Kedavra).
Mozkomorové vysávali z vězňů každou dobrou vzpomínku, pocit naděje či štěstí a nechávali je pomalu uvadat ve světě zoufalství a zármutku. Většina uvězněných zešílela nebo zahynula z čistého smutku.
Nejhorší zbraní mozkomora je „mozkomorův polibek“, při němž mozkomor své oběti vysaje duši a zbude jen živé, ale prázdné tělo. Ve vlaku do Bradavic zachránil Harryho Pottera před polibkem jeho nový učitel obrany proti černé magii Remus Lupin za pomoci Patronova zaklínadla (Expecto Patronum).
Po opětovném povstání Lorda Voldemorta mozkomoři opět přešli na jeho stranu a začali se nekontrolovaně množit a živit na běžné populaci.
Mozkomoři nosí rozedraný, černošedý plášť s kápí. Z pláště vystupují slizké, jakoby se rozkládající ruce. V místě, kde mají být oči a nos, je jen kůže, jediná věc na obličeji jsou velká ústa, kterými vysají své oběti duši a udělají z ní něco podobné sobě. Kápi si ale sundávají pouze provádějí-li „polibek“. Mozkomoři nechodí po zemi, ale vznášejí se nad ní. (Ve filmech dokonce létají.) Je-li na jednom místě více mozkomorů, vzduch se ochladí, objeví se mlha a začne vát studený vítr. Ve filmu jsou velcí 3 m.
S mozkomory se dá bojovat různými způsoby. V knize Harry Potter 3 naučí Harryho Remus Lupin Patronovo zaklínadlo. Patronovo zaklínadlo vytvoří strážce, kterého mozkomor vysává místo lidí, a pokud je dost silný, může mozkomora úplně odrazit. Pokud se kouzelníkovi či čarodějce podaří vytvořit dokonce fyzického patrona, ten má tvar nějakého zvířete. Tvar patrona je u každého jiný a může se výjimečně i změnit.

## Testrálové

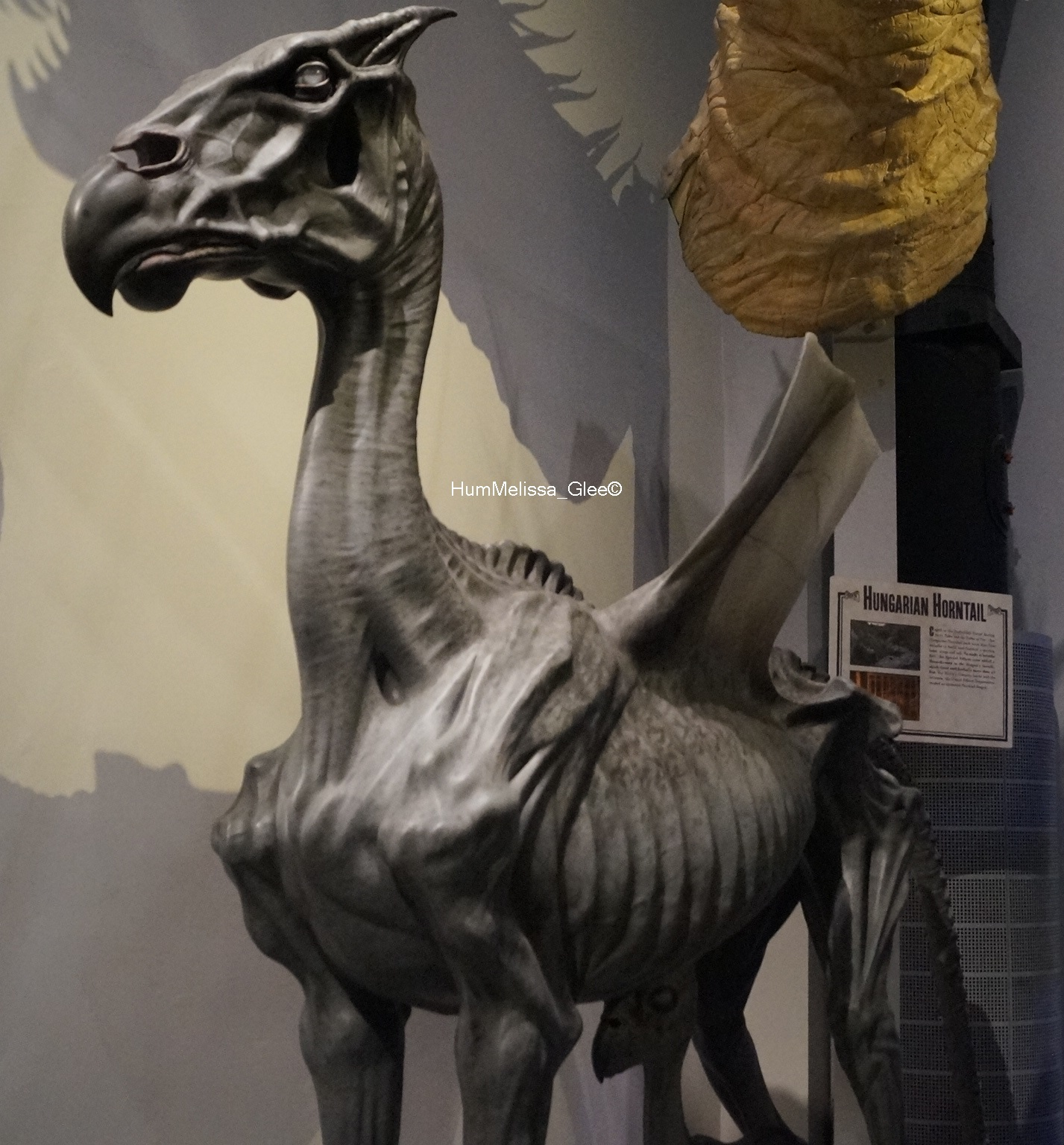

Klasifikace ministerstva kouzel: XXXX
Testrálové (v originále Thestrals) jsou v knize popisováni jako neobvyklá zvířata, asi nejvíce se podobající koním, bez masa, potažení jen černou kůží, pod níž se jasně rýsuje každá kost. Na hřbetech mají obrovská černá kožnatá křídla, podobná těm netopýřím, ovšem mnohonásobně větší. Mají hlavy podobné dračím, bílé oči bez zorniček a jsou to masožravci, kteří se však v posledním díle série pasou (str. 75).
Mohou je spatřit jen ti, kdo viděli někoho umírat. Právě proto je jako jeden z mála vidí Harry, který byl na konci čtvrtého ročníku svědkem smrti Cedrika Diggoryho. Také je vidí Lenka Láskorádová, která zase viděla umírat svoji maminku, a Neville Longbottom, který viděl zemřít svého dědečka.
Testrálové jsou zapřaženi do kočárů, které studenty od druhého ročníku po příjezdu Bradavického expresu dopravují do Školy čar a kouzel v Bradavicích. V 5. díle posloužili Harrymu, Ronovi, Hermioně, Lence, Nevillovi a Ginny. Ti na ně nasedli a s jejich pomocí doletěli do Londýna na Ministerstvo kouzel, kde se později na Odboru záhad konala bitva Smrtijedů a Fénixova řádu.
Žíně testrála bývá používána jako jedna z mnoha substancí do jader kouzelnických hůlek.

## Vrba mlátička

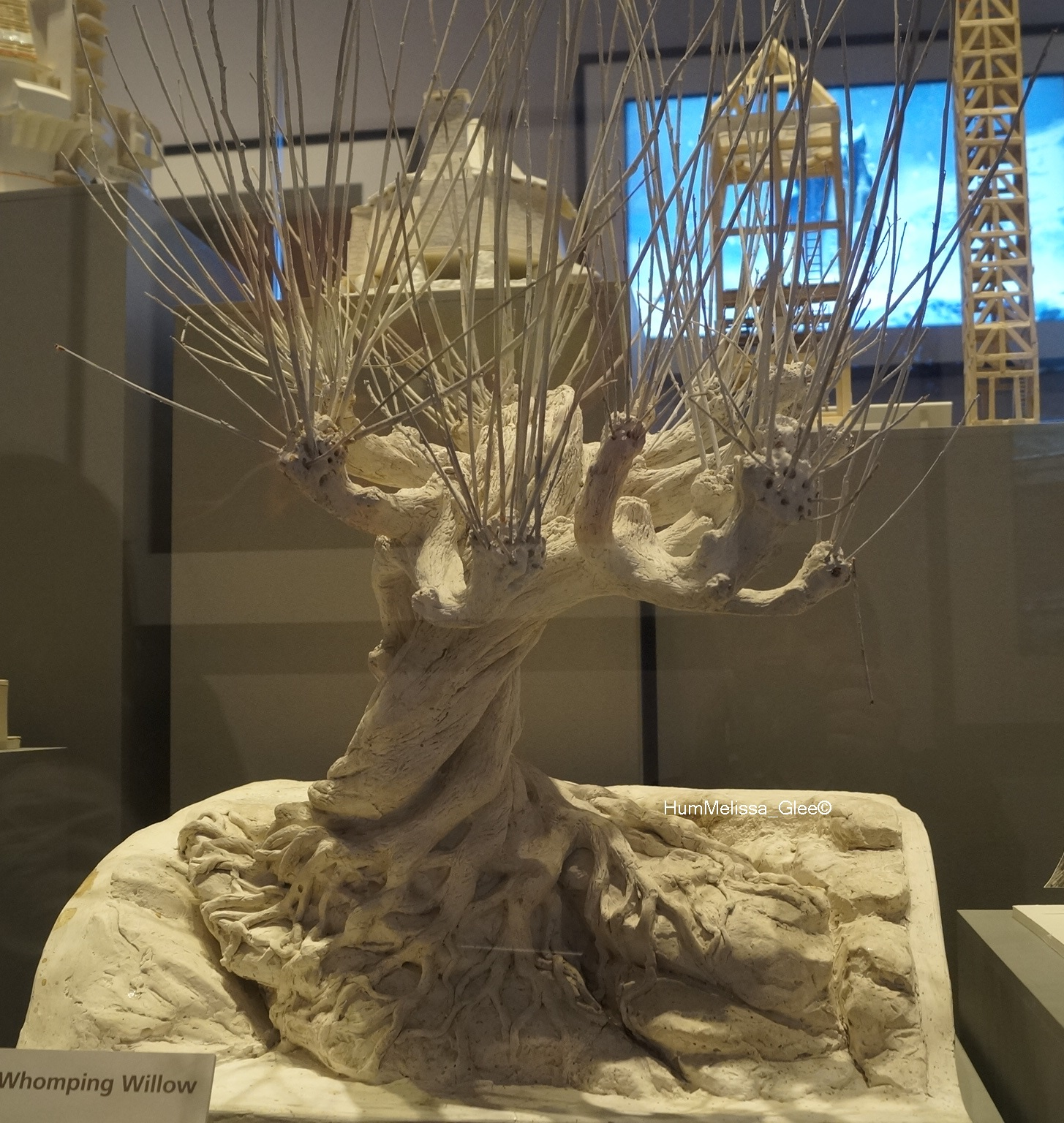

Vrba mlátička (v originále Whomping Willow) je strom, který se nachází u vchodu do jedné z tajných chodeb vedoucích z Bradavic do vesnice Prasinky.
Byla zde vysazena v době, kdy vlkodlak Remus Lupin chodil do školy, aby tak znemožnila studentům následovat ho při proměně do Chroptící chýše. Vrba mlátička se totiž ožene po každém, kdo se k ní příliš přiblíží, ale po stisku určitého suku na kmeni stromu se uklidní. Lupin tak mohl normálně studovat (pod dohledem Albuse Brumbála) v Bradavicích. Harry Potter a Ron Weasley se s Vrbou mlátičkou poprvé setkávají na začátku druhého dílu knihy (Harry Potter a Tajemná komnata), kdy do ní při cestě létajícím autem (Ford Anglia) narazili, což jim tento strom náležitě oplatil. Auto, které patřilo Arthurovi Weasleymu (otec Rona), tak bylo zdemolováno, což přineslo Arthurovi značné potíže v práci, neboť očarovávání mudlovských výtvorů bylo přísně zakázáno.
Vrba mlátička také ve třetím díle zlikvidovala Nimbus 2000 Harryho Pottera. (Harry poté dostal Kulový blesk od svého kmotra)

## Kůrolez
Klasifikace ministerstva kouzel: XX
Kůrolez (v originále Bowtruckle) je tvor plnící funkci strážce stromů, kterého najdeme především v západní Anglii, v jižním Německu a v některých skandinávských lesích. Je neobyčejně těžké ho spatřit, protože je drobný (dosahuje maximální výšky osmi palců), a jako by byl tvořen kůrou a větvičkami, mezi nimiž svítí dvě malá hnědá očka. Kůrolez, který se živí kouzelnickým hmyzem, je mírumilovný a nesmírně plachý tvor. Jestliže je však strom, v němž žije, něčím ohrožen, je známo, že je schopen skočit na dřevorubce nebo prořezávače stromů, který má v úmyslu uškodit jeho domovu, a vrazit mu do očí dlouhé ostré prsty. Ubližuje i těm, kdo si chtějí vzít větvičku na hůlku, stačí je odlákat kouzelnickým hmyzem nebo nabídnout domluvu. Nabídne-li čarodějka nebo kouzelník kůrolezovi na usmířenou porci stínek, udobří si ho natolik, že si z jeho stromu stačí odříznout kus dřeva k výrobě hůlky. Objeví se také ve filmu Fantastická zvířata a kde je najít.

## Akromantule
Klasifikace ministerstva kouzel: XXXXX
Akromantule (v originále Acromantula) je nestvůrný osmioký pavouk, který je schopen lidské řeči. Pochází z Bornea, kde obývá oblasti neprostupné džungle. K jeho charakteristickým znakům patří husté černé chlupy, jež pokrývají celé jeho tělo, velké rozpětí nohou, které v některých případech dosahuje až patnácti stop, klepeta, která zřetelně a hlasitě cvakají, je-li akromantule vzrušená nebo rozzuřená, a jedovatý sekret. Akromantule je masožravá a dává přednost větší kořisti. Na zemi splétá pavučiny kopulovitého tvaru. Samičky jsou větší než samečci a jsou schopny naklást najednou až sto vajec; ta jsou měkká a bílá a dosahují velikosti nafukovacích plážových míčů. Mláďata se z vajec vyklubou po šesti až osmi týdnech.
Podle oficiálního názoru vyšlechtili tohoto tvora kouzelníci, pravděpodobně za účelem ochrany svých obydlí či skrytých pokladů, jak tomu s kouzelně vytvořenými obludami často bývá. Navzdory své téměř lidské inteligenci je akromantule nevycvičitelná a pro kouzelníky i mudly představuje velké nebezpečí.
Ve druhém díle se objeví akromantule Aragog.

## Bazilišek
Klasifikace ministerstva kouzel: XXXXX
Bazilišek (v originále Basilisk) je zářivě zelený plaz, který dorůstá délky až padesáti stop. Samec má na hlavě šarlatový chochol. Má mimořádně jedovaté zuby, jeho nejnebezpečnější útočnou zbraní je však pohled jeho velkých žlutých očí. Každého, kdo do nich přímo pohlédne, čeká okamžitá smrt.
Prvního baziliška, o němž se zmiňují oficiální záznamy, vypěstoval Herpo Prohnilý, řecký černokněžník a hadí jazyk, který po dlouhém experimentování zjistil, že vysedí-li ropucha slepičí vejce, vylíhne se z něj obrovský plaz obdařený neobyčejně nebezpečnými schopnostmi.
Má-li dostatek potravy (bazilišek je schopen pozřít jakéhokoli savce, ptáka i většinu hadů), může se tento plaz dožít skutečně úctyhodného věku. Bazilišek Herpa Prohnilého žil údajně téměř devět set let.

## Rarach

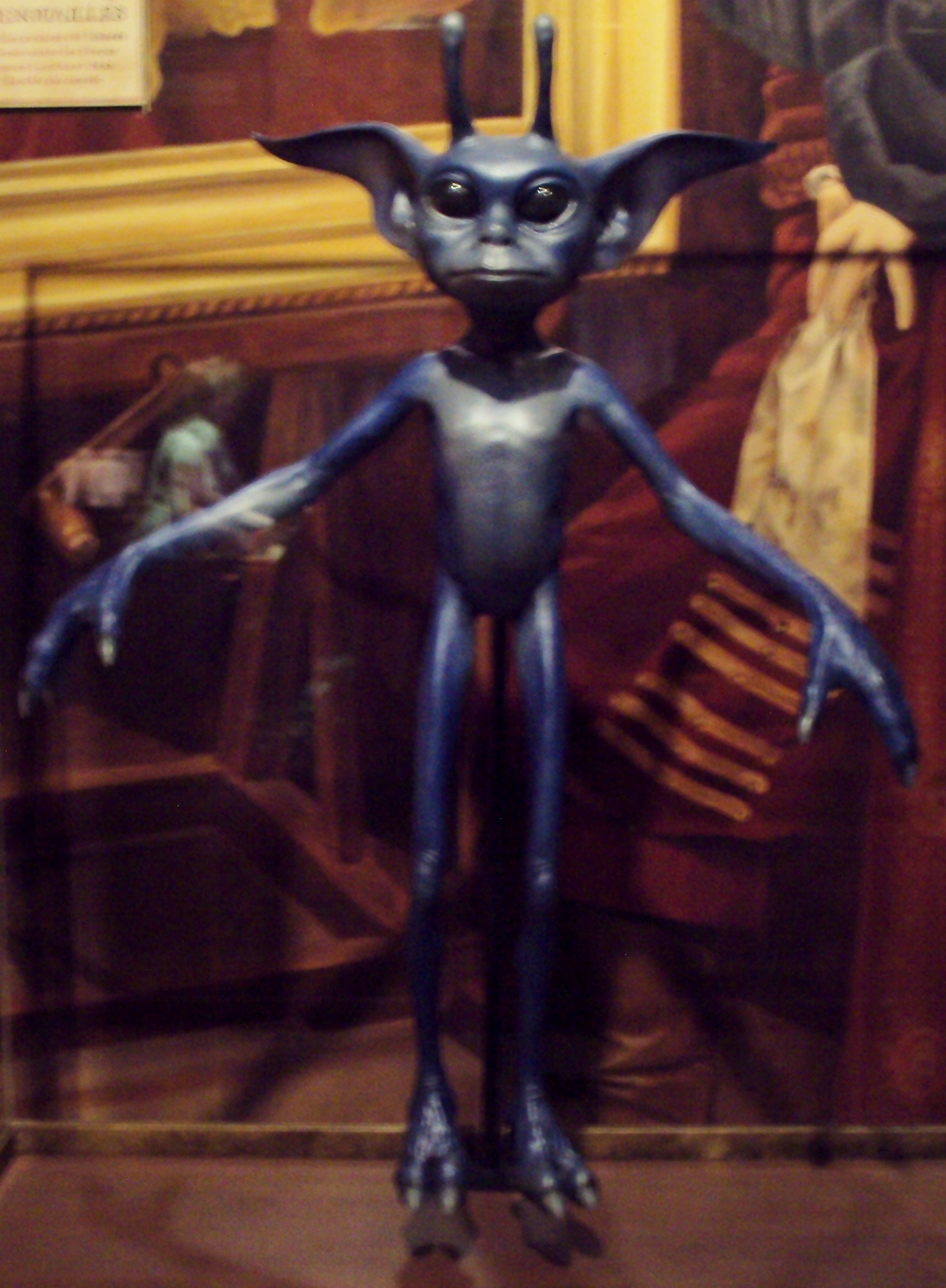

Klasifikace ministerstva kouzel: XXX
Rarach (v originále Pixie) je kovově modrý, až 25 cm vysoký a velice nezbedný. Přestože nemá křídla, ovládá umění levitace. Raraši se dorozumívají pisklavým švitořením, které je srozumitelné jen jiným rarachům. Rodí živá mláďata. Nejčastějším místem výskytu je anglický Cornwall, odtud název Cornwallští rarachové (v originále Cornish blue pixies).
Vyskytují se v druhém díle, kde je studentům při hodině Obrany proti černé magii ukazuje profesor Zlatoslav Lockhart. Vypustí je z klece a raraši začnou dělat nepořádek. Neschopnému Lockhartovi raraši seberou hůlku a kouzlí s ní, Lockhart proto uteče do svého kabinetu a zanechá studenty, aby se s rarachy vypořádali sami. Většina studentů se ze třídy vytratí a Hermiona rarachy za pomoci Harryho a Rona zneškodní zaklínadlem.

## Trollové[3][4]
Klasifikace ministerstva kouzel: XXXX
Troll je kouzelný tvor, který se vyskytuje v Evropě, kam se rozšířil ze Skandinávie. O všech druzích trollů platí, že jsou svojí stavbou těla podobní obrům. Váží přibližně tunu a mají nepříjemný zápach, který je také přitahuje. Jsou masožravci, rádi jedí ryby, jsou však schopni pozřít i člověka a nezáleží jim, jak jídlo jedí nebo zda je syrové). Jejich kůže může mít různou, pobledlou barvu a obvykle mají dva prsty s obrovskými nehty na nohou. K tomu mají vlastní primitivní magii, ale není známo, jak ji používají. Jsou rovněž agresivní, neodhadnutelní, velice silní a velice málo inteligentní. Provází je taková pověst totální hlouposti, že na stupnici hodnocení používané v Bradavické škole je nejnižší známka T jako troll.
Troll je první z fantastických zvířat, se kterým se Harry potkal tváří v tvář. Bylo to konkrétně v prvním díle na dívčích záchodech. Když byl Harry ve třetím ročníku, byla ochrana Buclaté dámy (poté, co se vrátila do svého obrazu po útoku Siriuse Blacka) podpořena skupinkou vycvičených bezpečnostních trollů.
Existují různé druhy trollů:
- Horský troll
- Lesní troll
- Říční troll
- Troll z Nadroj

## Trpaslík
Klasifikace ministerstva kouzel: XX
Trpaslík (v originále Gnome) je běžně se vyskytující zahradní škůdce, který se nachází na celém území severní Evropy i Severní Ameriky. Dorůstá 30 cm, má neúměrně velkou hlavu a tvrdé, kostnaté nohy. Zbavíte se jich buď dlaždičounem nebo je roztočíte ve vzduchu, až se jim rozmotá hlava odkopnete je co nejdále přes zeď.

## Třaskavec
Klasifikace ministerstva kouzel: XXXX
Třaskavec (v originále Erumpent) je šedé africké zvířátko, obdařeno obrovskou silou. Dosahuje váhy až jedné tuny a z dálky je možno si ho splést z nosorožcem. Rodí jen jedno mládě. Obvykle není útočný, je-li ovšem vyprovokován, následky jsou fatální. Roh prorazí cokoliv a vystříknutí tekutiny je výbušné. Jeho tlustá kůže odolá většině kouzel.
Populace není početná, protože se samci v období páření vyhazují do vzduchu. Rohy, ocasy a výbušná tekutina se využívají k přípravě lektvarů.
Objevuje se ve filmu Fantastická zvířata a kde je najít.

## Tůňodav
Klasifikace ministerstva kouzel: XXXX
Tůňodav (v originále Kappa) je japonský vodní démon mělkých tůní a řek. Vypadá jako opice s šupinami a pod temenem má dutinu, v níž nosí vodu. Živí se lidskou krví.

## Vlkodlak

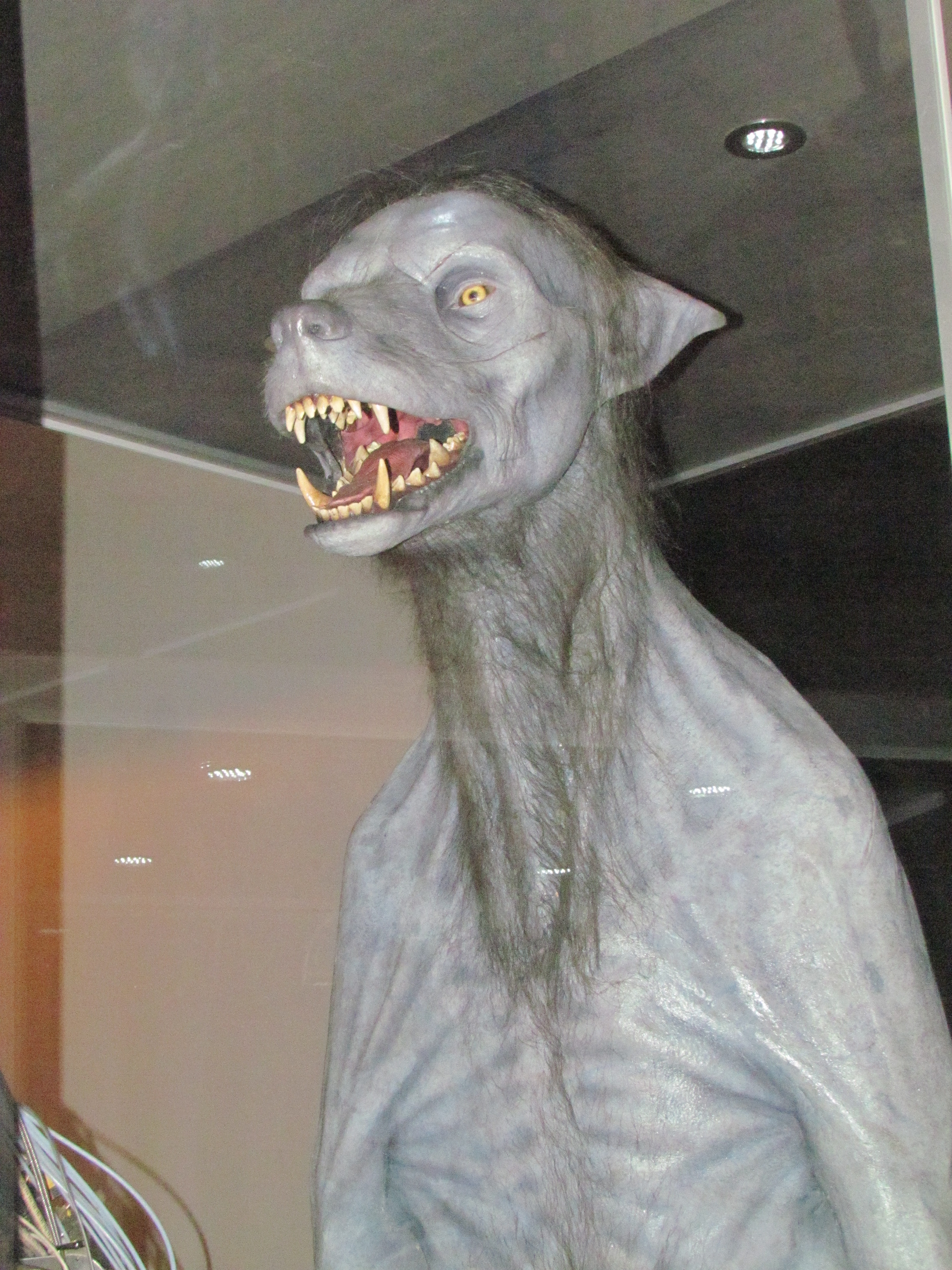
Podoba Remuse Lupina po přeměně na vlkodlaka.

Klasifikace ministerstva kouzel: XXXXX
Vlkodlakem (v originále Werewolf) se stává člověk, kterého pokouše jiný vlkodlak. Pak se každý měsíc za úplňku mění v krvelačnou bestii, která dává lidské kořisti přednost před jakoukoli jinou. Účinky této proměny může zmírnit Vlkodlačí lektvar.
Z filmového i knižního zpracování známe vlkodlaky hned dva. Remus Lupin, učitel v Bradavicích, z Harry Potter a vězeň z Azkabanu a Fenrir Šedohřbet, který sám o sobě říká, že mu proměna dodává sílu, a aby na to nebyl sám, pokousal už spousty lidí (např. Remus Lupin)

## Vodní lidé
Klasifikace ministerstva kouzel: XXXX
Vodní lidé (v originále Merpeople) nebo také jezerní lidé, sirény či mořské panny jsou rozšířeny po celém světě. Mají vlastní jazyk, přesto stejně jako kentauři odmítli status osob a na vlastní žádost jsou klasifikována jako zvířata.
Objevují se v knize i filmu Harry Potter a Ohnivý pohár, konkrétně při plnění druhého úkolu Turnaje tří kouzelníků.

## Všudylezka
Klasifikace ministerstva kouzel: XX
Všudylezka (v originále Chizpurfle) vypadá jako malý krab s velkými tesáky. Přitahují je kouzla a usazují se v peří než kožešinách tvorů jako jsou hafoňové nebo auguroni. V kouzelnických domácnostech napadají kouzelné předměty a postupně se prokousávají až k jádru kotlíků, kde polykají zbytky lektvarů.

## Zlatonoska
Klasifikace ministerstva kouzel: XXXX
Zlatonoska (v originále Snidget) je pojmenovaná podle toho, že pokud ji poraníte nebo uvězníte, budete přísně potrestání! Je to neobyčejně vzácný ptačí druh. Je dokonale kulatá s velmi tenkým dlouhým zobákem. Je to neobyčejně rychlý letec. Její pírka a oči jsou tak ceněnými artefakty, že byly skoro vyhubeny. Dříve sloužila jako Zlatonka ve Famfrpálu.

## Zmíráček
Klasifikace ministerstva kouzel: XX
Zmíráček (v originále Jobberknoll) je malý, modře zbarvený, skvrnitý ptáček, který se živí drobným hmyzem. Za svůj život nevydá jediný zvuk, až v okamžiku své smrti, kdy vyrazí táhlý skřek ze všech zvuků, které kdy slyšel, ovšem pozpátku.

## Hrabák
Klasifikace ministerstva kouzel: X
Hrabák (v originále Niffler) je malé, ptakopysku nebo krtku podobné zvíře s protáhlým, kachním čenichem a černou srstí. Má velkou zálibu v blýskavých předmětech všeho druhu, ať už se jedná o mince, šperky nebo třeba čajové lžičky. Na břiše má vak, ve kterém nalezené věci schraňuje. Na silných tlapkách má tvrdé, špičaté drápy, kterými si vytváří doupata v zemi.
V knize Fantastická zvířata a kde je najít se píše, že hrabák se původně nacházel na území Británie. Hrabe si doupata v zemi, která mohou být až 20 stop hluboko (cca 6 metrů), kde dlouhodobě uchovává svůj poklad. V jednom vrhu mívají 6–8 mláďat.
Objevuje se ve filmech Fantastická zvířata a kde je najít, Fantastická zvířata: Grindelwaldovy zločiny a Fantastická zvířata: Brumbálova tajemství.